# Feel This Moment
Feel This Moment ist ein Lied des US-amerikanischen Rappers Pitbull in Zusammenarbeit mit der Sängerin Christina Aguilera. Das Lied wurde am 18. Januar 2013 als vierte Single aus Pitbulls Album Global Warming veröffentlicht. Produziert wurde der Song von Adam Messinger, Nasri Atweh, Sir Nolan und DJ Buddha.

## Hintergrund und Musikalisches
Der Song sampelt das berühmte Synthesizer-Riff von a-has Welthit Take On Me, weshalb die Bandmitglieder von a-ha, Morten Harket, Paul Waaktaar-Savoy und Magne Furuholmen, als Mitautoren des Songs aufgeführt sind.
Am 26. Oktober 2012 gab Pitbull auf seiner Website eine Liste mit Kollaborationspartnern für sein Album Global Warming bekannt, Aguilera gehörte dazu.
Pitbull und Christina Aguilera präsentierten den Song live bei den American Music Awards 2012 und den Billboard Music Awards 2013.

## Kritik
Feel This Moment wurde von Kritikern überwiegend positiv aufgenommen. David Jeffries von Allmusic nannte den Song eine glorreiche Disco Explosion. Ray Rahmann von Entertainment Weekly fand der Song sei der beste auf dem Album.

## Kommerzieller Erfolg
In den Billboard Hot 100 erreichte der Song Platz 8. In den Schweizer Singlecharts debütierte der Song auf Platz 40 und erreichte später mit Platz 7 seine Bestplatzierung. In Deutschland war die Bestplatzierung Platz 9. In UK und Österreich erreichte der Song Platz 5 und Platz 2.

### Chartplatzierungen
| ChartsChartplatzierungen       | Höchstplatzierung | Wochen |
| ------------------------------ | ----------------- | ------ |
| Deutschland (GfK)              | 9 (32 Wo.)        | 32     |
| Österreich (Ö3)                | 2 (27 Wo.)        | 27     |
| Schweiz (IFPI)                 | 7 (34 Wo.)        | 34     |
| Vereinigte Staaten (Billboard) | 8 (24 Wo.)        | 24     |
| Vereinigtes Königreich (OCC)   | 5 (15 Wo.)        | 15     |

| ChartsJahrescharts (2013)      | Platzierung |
| ------------------------------ | ----------- |
| Deutschland (GfK)              | 34          |
| Österreich (Ö3)                | 17          |
| Schweiz (IFPI)                 | 31          |
| Vereinigte Staaten (Billboard) | 36          |
| Vereinigtes Königreich (OCC)   | 63          |

### Auszeichnungen für Musikverkäufe
| Land/Region                  | Auszeichnungen für Musikverkäufe (Land/Region, Auszeichnung, Verkäufe) | Verkäufe  |
| ---------------------------- | ---------------------------------------------------------------------- | --------- |
| Australien (ARIA)            | 3× Platin                                                              | 210.000   |
| Belgien (BRMA)               | Gold                                                                   | 15.000    |
| Dänemark (IFPI)              | Gold                                                                   | 15.000    |
| Deutschland (BVMI)           | Platin                                                                 | 300.000   |
| Finnland (IFPI)              | —                                                                      | 37.818    |
| Italien (FIMI)               | Platin                                                                 | 30.000    |
| Kanada (MC)                  | 4× Platin                                                              | 320.000   |
| Mexiko (AMPROFON)            | 5× Gold                                                                | 150.000   |
| Neuseeland (RMNZ)            | 2× Platin                                                              | 60.000    |
| Österreich (IFPI)            | Platin                                                                 | 30.000    |
| Portugal (AFP)               | Gold                                                                   | 5.000     |
| Schweden (IFPI)              | Platin                                                                 | 40.000    |
| Schweiz (IFPI)               | Platin                                                                 | 30.000    |
| Spanien (Promusicae)         | Platin                                                                 | 60.000    |
| Vereinigte Staaten (RIAA)    | 4× Platin                                                              | 4.000.000 |
| Vereinigtes Königreich (BPI) | Platin                                                                 | 600.000   |
| Insgesamt                    | 4× Gold · 22× Platin ·                                                 | 5.902.818 |

Hauptartikel: Pitbull (Rapper)/Auszeichnungen für Musikverkäufe